# بی‌ام‌و آر۶۵
بی‌ام‌و آر۶۵ (انگلیسی: BMW R65) یک موتورسیکلت سبک تورینگ است که در سال ۱۹۷۸ توسط ب‌ام‌و موتوراد معرفی شد تا یک موتورسیکلت سایز متوسط را به خط تولید خود اضافه کند. آر۶۵ اصلی برخلاف نظر برخی از مفسران، فریمی برابر با موتورسیکلت‌های سری آر بزرگتر دارد. با این حال، آر۶۵ دارای بازوی شناور کوتاه‌تری نسبت به برادران خود است و در نتیجه فریم فرعی عقب کوتاه‌تری دارد. این به همراه شاخک‌های جلو کوتاه‌تر و چرخ جلو ۱۸ اینچی این توهم را ایجاد می‌کند که فریم آر۶۵ کوچک‌تر است. مدل اولیه آر۶۵ تا سال ۱۹۸۴ تولید می‌شد. در سال ۱۹۸۵ موتور آر۶۵ در همان قاب و سیستم تعلیق آر۸۰ قرار گرفت که دارای یک کمک فنر منفرد در عقب است. در سال ۱۹۸۴، مدل آر۶۵-ال‌اس ساخته شد.

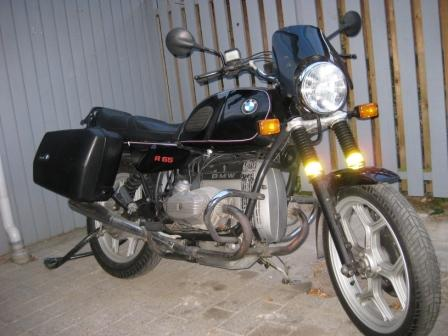
آر۶۵ مدل ۱۹۸۷

در سال ۱۹۸۲ مدل الاس طراحی شده توسط Hans Muth معرفی شد. ۶٫۳۸۹ مدل آر۶۵ ال‌اس تولید شد، با غلاف و محفظه ابزار مثلثی شکل و صندلی عقب متفاوت با دستگیره‌های گیره‌ای، رنگ هنارو (قرمز) با چرخ‌های آلیاژی ۱۸ اینچی (۴۶۰ میلی‌متر) سفید یا نقره‌ای پولاریس با چرخ‌های نقره‌ای و ترانسفر مدل‌های مختلف استفاده شد. بسیاری از کارهای کرومی آر۶۵ با ویژگی‌های کروم مشکی رنگ شده یا مشکی (لوله اگزوز و صدا خفه کن) جایگزین شد.

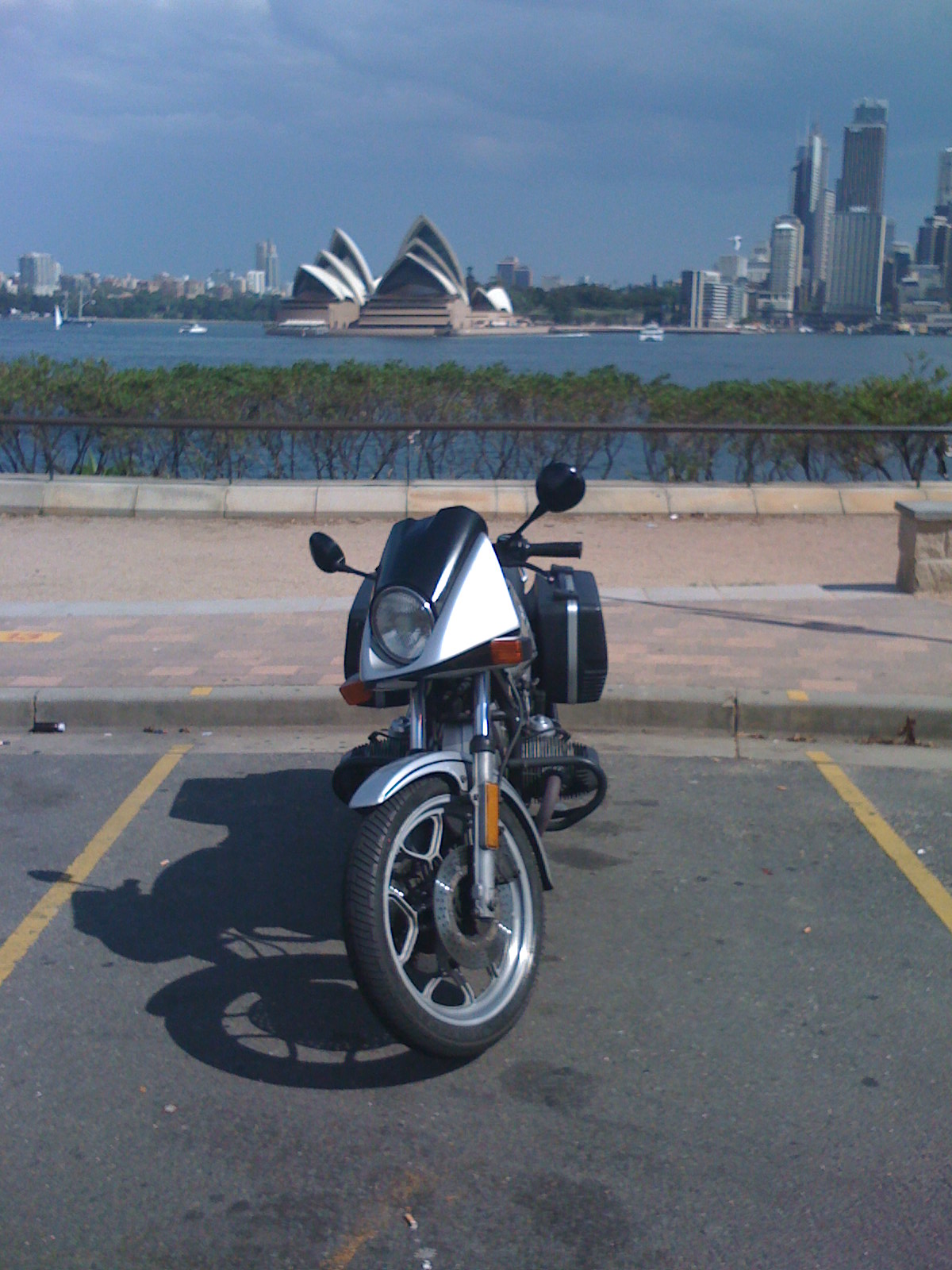
مدل ال‌اس

- بی‌ام‌و آر۱۸